# ポール・ベネディクト
ポール・ベネディクト（Paul Benedict, 1938年9月17日 - 2008年12月1日）は、アメリカ合衆国の俳優である。

## 来歴
1938年にニューメキシコ州のシルヴァーシティに生まれた。後に家族でマサチューセッツ州へ渡り、そこで育つ。幼いころに先端巨大症を患っている。主に顔にその症状が出ているが、それを逆手に取り、インパクトのある俳優として数々のテレビ・映画に出演して人気を博した。特にアメリカ国内では、1975年から放送されたコメディドラマ『ジェファーソンズ』。同作品では、主人公のジェファーソン夫婦が住むアパートの、風変りなイギリス人の隣人ハリー・ベントレーを演じている。また、人気子供向け番組の『セサミ・ストリート』へも出演しており、大人から子供まで様々な層に支持された。映画においてもリチャード・ドレイファス主演の『グッバイガール』における舞台監督のマーク役や、大ヒット映画『アダムス・ファミリー』で、アダムス一家の隣に住む判事役などでも知られている。
映画・テレビの他にも舞台俳優としても功績を残しており、ブロードウェイ舞台には何度も出演した。1996年にはアル・パチーノと共演したほか、地元マサチューセッツ州にあるAmerican Repertory Theaterでもハロルド・ピンター原作の『ノーマンズ・ランド』においてハースト役を演じた。また役者のみならず舞台監督においても活躍し、ブロードウェイ舞台における『Any Given Day』や、オフ・ブロードウェイ舞台の『Frankie and Johnny in the Clair de Lune』などがある。オフ・ブロードウェイにおいてキャシー・ナジミーらを出演者に据えた『The Kathy and Mo Show』は、オビー賞を獲得した。

### 死去
役者として見事な成功を収めたベネディクトだが、2008年にマサチューセッツ州にあるマーサズ・ヴィニヤード島にある自宅で亡くなっているのが発見された。死因は不明。70歳だった。これまでの活躍の功績をたたえ、2009年にposthumous Elliot Norton Awardを授与されている。

## 出演作品

### 映画
- The Double-Barrelled Detective Story (1965)
- The Virgin President (1969)
- タバコがなくなる日 Cold Turkey (1971)
- パパ/ずれてるゥ! Taking Off (1971)
- They Might Be Giants (1971)
- The Gang That Couldn't Shoot Straight (1971)
- 大いなる勇者 Jeremiah Johnson (1972)
- Up the Sandbox (1973)
- Deadhead Miles (1973)
- フロント・ページ The Front Page (1974)
- マンディンゴ Mandingo (1975)
- Smile (1975)
- グッバイガール The Goodbye Girl (1975)
- Billy in the Lowlands (1979)
- Desperate Moves (1981)
- The Electric Grandmother (1982) ※テレビ映画
- 2つの頭脳を持つ男 The Man with Two Brains (1983)
- スティーブ・マーティンのロンリー・ガイ The Lonely Guy (1984)
- スパイナル・タップ This Is Spinal Tap (1984)
- ミスター・アーサー2 Arthur 2: On the Rocks (1988)
- カクテル Cocktail (1988)
- デッドシート/ 地獄への直流電気椅子 The Chair (1988)
- ドン・サバティーニ The Freshman (1990)
- マージョリーの告白 Sibling Rivalry (1990)
- アダムス・ファミリー The Addams Family (1990)
- A Spinal Tap Reunion: The 25th Anniversary London Sell-Out (1992)
- ダリル・ハンナのジャイアント・ウーマン Attack of the 50 Ft. Woman (1993)
- Guns and Lipstick (1995)
- Waiting for Guffman (1996)
- ディアボロス/悪魔の扉 The Devil's Advocate (1997)　※ノークレジット
- A Fish in the Bathtub (1999)
- イズント・シー・グレイト Isn't She Great (2000)
- みんなのうた A Mighty Wind (2003)
- ダイヤモンド・イン・パラダイス After the Sunset (2004)
- 'Side by Each' (2008)

### テレビドラマ
- 刑事コジャック Kojak (1974)
- 追跡者 Harry O (1974)
- ジェファーソンズ The Jeffersons (1975 - 1985)
- 引き裂かれた祖国/ ブルー&グレイ The Blue and the Gray (1982)
- George Burns Comedy Week (1985)
- ジェシカおばさんの事件簿 Murder, She Wrote (1985)
- トワイライトゾーン Twilight Zone (1987)
- A Different World (1991)
- ハリウッド・ナイトメア Tales from the Crypt (1991)
- Morton & Hayes (1991)
- Pig Sty (1995)
- ガイディング・ライト The Guiding Light (1999)

### テレビ番組
- セサミ・ストリート Sesame Street (1969 - 1988)
- ドリュー・キャリー・ショー The Drew Carey Show (2000)